# Prvenstvo BLP 1939-1940
Il Prvenstvo Beogradskog loptičkog podsaveza 1939./40., in cirillico Првенство Београдског лоптичког подсавеза 1939./40., (it. "Campionato della sottofederazione calcistica di Belgrado 1939-40") fu la ventunesima edizione del campionato organizzato dalla Beogradski loptački podsavez (BLP).
Questa fu la settima edizione del Prvenstvo BLP ad essere di seconda divisione, infatti le migliori squadre belgradesi militavano nella Srpska liga 1939-1940, mentre i vincitori sottofederali avrebbero disputato gli spareggi per la promozione al campionato nazionale successivo.
A divenire campione della BLP fu il VSK Valjevo, la prima squadra provinciale a conquistare il titolo della sottofederazione, che ebbe così l'accesso alle qualificazioni alla Srpska liga 1940-1941.
Il campione cittadino fu il Mitić Belgrado.
Il campionato era diviso era diviso fra le squadre di Belgrado città (divise in più classi, razred) e quelle della provincia (divise in varie parrocchie, župe). La vincitrice della 1. razred disputava la finale sottofederale contro la vincente del campionato provinciale.

## Prima classe
```
Il 
BUSK
 sciolse la sezione calcio nell'autunno del 1939, insoddisfatto delle decisioni della BLP sull'applicazione della gestione dei campi da gioco. Durante la stagione, il 
Čukarički
 si fuse con il FK Istra a formare il ČSK Istra.
[
3
]
```

### Classifica
|                   | Pos. | Squadra                      | Pt       | G        | V        | N        | P        | GF       | GS       | QR       |
| ----------------- | ---- | ---------------------------- | -------- | -------- | -------- | -------- | -------- | -------- | -------- | -------- |
|                   | 1.   | Mitić Belgrado               | 26       | 16       | 12       | 2        | 2        | 50       | 19       | 2,631    |
|                   | 2.   | ČSK Istra                    | 21       | 16       | 7        | 7        | 2        | 25       | 15       | 1,666    |
|                   | 3.   | Vitez Zemun                  | 20       | 16       | 8        | 4        | 4        | 37       | 26       | 1,423    |
|                   | 4.   | Električna centrala Belgrado | 17       | 16       | 7        | 3        | 6        | 32       | 24       | 1,333    |
|                   | 5.   | Borac Belgrado               | 14       | 16       | 5        | 4        | 7        | 24       | 28       | 0,857    |
|                   | 6.   | Grafičar Belgrado            | 12       | 16       | 4        | 4        | 8        | 28       | 32       | 0,875    |
|                   | 7.   | Radnički Belgrado            | 12       | 16       | 5        | 2        | 9        | 21       | 42       | 0,500    |
|                   | 8.   | Sloga Belgrado               | 11       | 16       | 3        | 5        | 8        | 21       | 27       | 0,777    |
|                   | 9.   | Obilić                       | 9        | 16       | 3        | 3        | 10       | 27       | 62       | 0,435    |
|                   |      | BUSK Belgrado                | Ritirato | Ritirato | Ritirato | Ritirato | Ritirato | Ritirato | Ritirato | Ritirato |
| Fonte: exyufudbal |      |                              |          |          |          |          |          |          |          |          |

Legenda:
      Campione cittadino.
  Ammesso alle finali sottofederali.
      Retrocessa nella classe inferiore
Note:
Due punti a vittoria, uno a pareggio, zero a sconfitta.

## Classi inferiori
Nella stagione 1939-40, i campionati della città di Belgrado contavano 60 squadre divise in cinque classi:
- 10 squadre in 1. razred
- 10 squadre in 1.A razred
- 10 squadre in 1.B razred
- 20 squadre in 2. razred (10 nel gruppo Sava e 10 nel gruppo Drava)
- 10 squadre in 3. razred (5 nel gruppo Drina e 5 nel gruppo Morava)[4]

### 1.A razred
```
   Squadra                         G   V   N   P   GF  GS  Q.Reti  Pti
1  Sparta                          18  13  4   1   44  15  2,933   30 (promosso in 
1. razred
)
2  
Balkan
                          18  13  1   4   65  24  2,708   27
3  
Slavija
                         18  11  2   5   70  28  2,500   24
4  
Palilulac
                       18  10  1   7   48  18  2,667   21
5  
Železničar
                      18  8   2   8   32  34  0,941   18
6  Banovac                         18  8   2   8   34  43  0,791   18
7  Ruski SK                        18  6   2   10  28  52  0,538   14
8  Brđanin                         18  5   2   11  25  54  0,463   12
9  Zanatlija                       18  6   0   12  20  58  0,345   12
10 
Srpski mač
                      18  1   2   15  14  54  0,259   4
```